# Албијак
Албијак (фр. Albiac) насеље је и општина у јужној Француској у региону Миди Пирене, у департману Горња Гарона која припада префектури Тулуз.
По подацима из 2011. године у општини је живело 200 становника, а густина насељености је износила 42,46 становника/km². Општина се простире на површини од 4,71 km². Налази се на средњој надморској висини од 230 метара (максималној 263 m, а минималној 175 m).

## Демографија
| 1962. | 1968. | 1975. | 1982. | 1990. | 1999. | 2011. |
| ----- | ----- | ----- | ----- | ----- | ----- | ----- |
| 94    | 116   | 117   | 120   | 137   | 159   | 200   |

График промене броја становника у току последњих година